# UR (famille de lanceurs)
Pour les articles homonymes, voir UR.

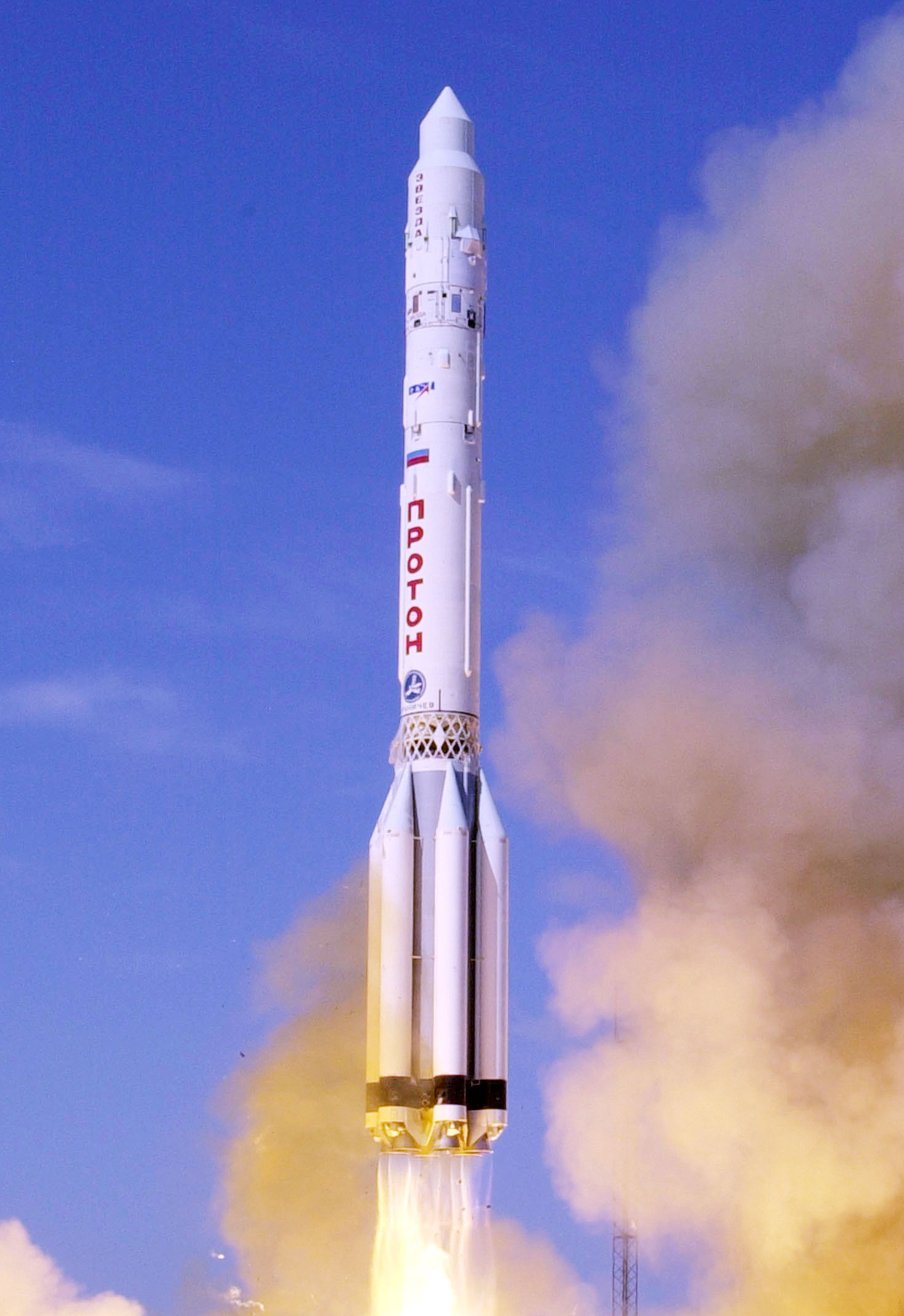
Lancement de Zvezda par une fusée Proton, ou UR-500, en 2000.

UR (pour Universal Rocket en anglais, ou УР pour Универсальная ракета en russe, littéralement fusée universelle) est une famille de missiles balistiques et de lanceurs soviétique puis russe, développés à l'origine par l'OKB-52 de Vladimir Tchelomeï.

## UR-100
L'UR-100 est un missile balistique intercontinental développé à partir de 1963 et déployé entre 1966 et 1996. En 1974, un pic de 1030 UR-100 opérationnels en silo est atteint. Il est remplacé à partir de 1975 par ses successeurs le MR-UR-100 Sotka et l'UR-100N. Ce dernier est toujours en service en 2023 et certains des missiles retirés du service ont été reconvertis en lanceurs Rokot et Strela.
L'UR-100 comprend deux étages :

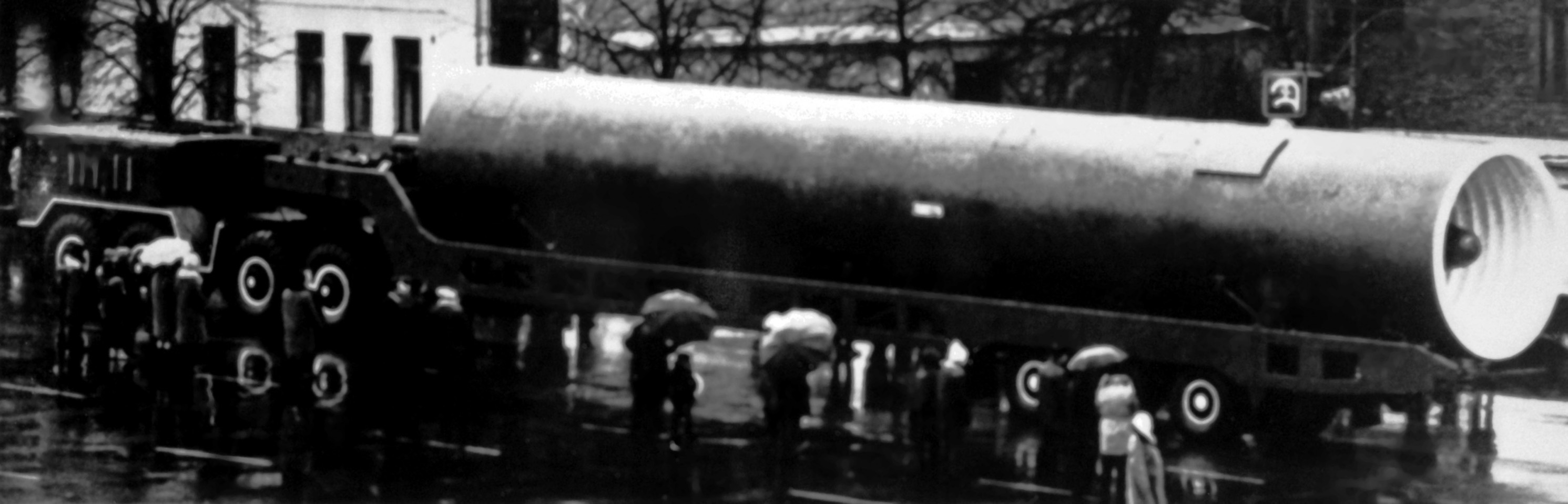
UR-100 dans son conteneur, sur un MAZ-537.

- un premier étage propulsé par trois moteurs RD-0216 et un RD-0217, brûlant de l'UDMH avec du peroxyde d'azote dans un cycle à combustion étagée riche en oxydant ;
- un second propulsé par un moteur 15D13 et un moteur vernier 15D14.

## UR-200

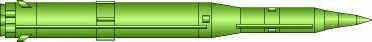
Schéma d'un missile UR-200.

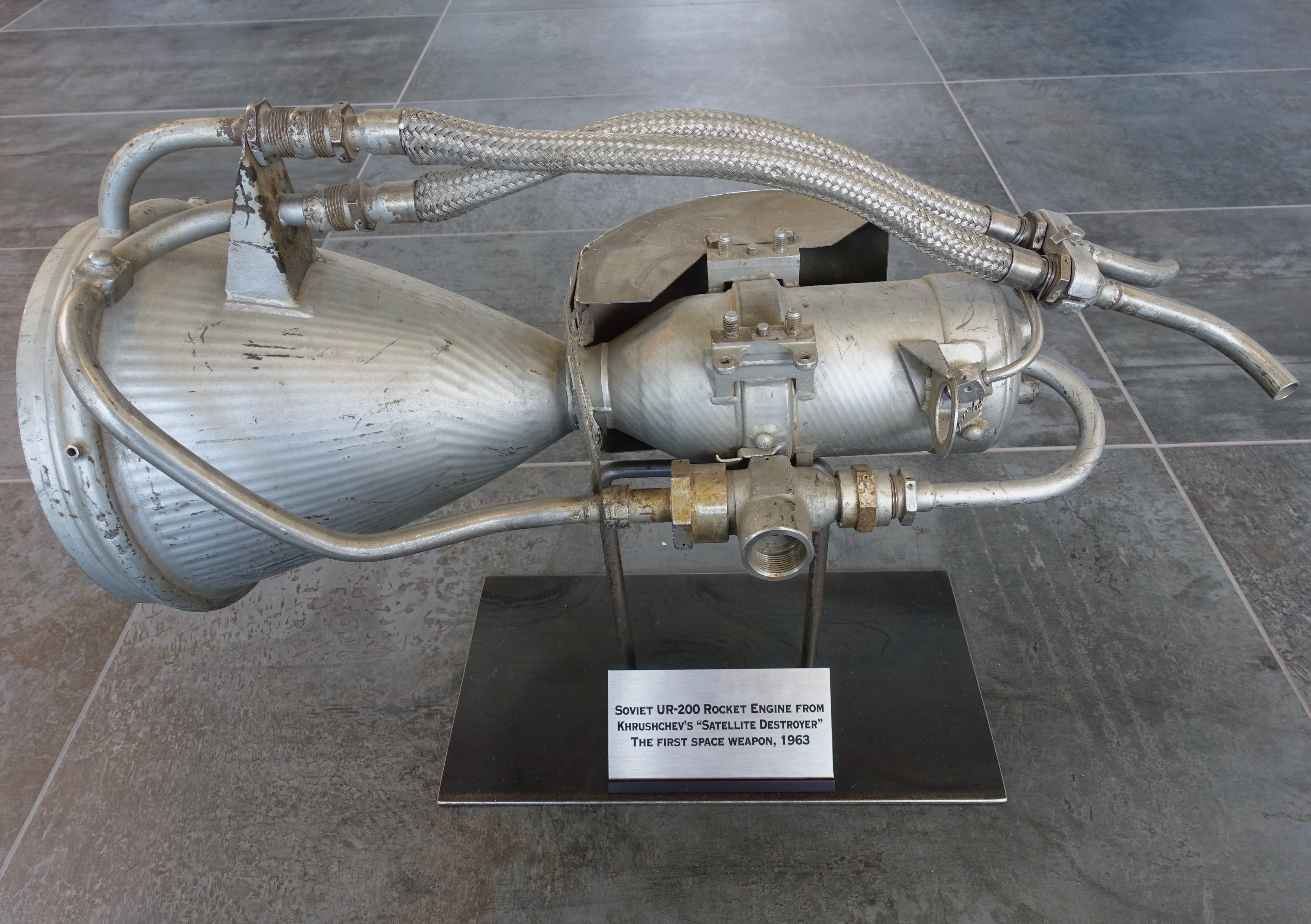
Moteur vernier RD-0207 du deuxième étage d'un UR-200.

L'UR-200 était un projet de missile balistique intercontinental de taille supérieure à celle de l'UR-100. Il est également prévu de s'en servir comme missile antisatellite. Son développement commence en 1961, mais est arrêté dès 1964, au profit de son concurrent, le R-36 développé par l'OKB-586, dirigé par Mikhail Yanguel.
Il comprend deux étages :
- un premier propulsé par un module de propulsion RD-0202, composé de trois moteurs RD-0203 et d'un RD-0204, ce dernier étant une variation du RD-0203 disposant d'un échangeur de chaleur pour assurer la pressurisation des réservoirs ;
- un second propulsé par un module RD-0205, composé d'un RD-0206 (variante du RD-0203 optimisée pour le vide et non-orientable) et d'un moteur vernier RD-0207 (en).

## UR-500
L'UR-500 est initialement conçu à partir de 1962 comme un missile balistique intercontinental de très grande capacité, capable d'emporter une tête nucléaire de 100 Mt similaire à la Tsar Bomba, testée en 1961 avec une énergie de 57 Mt de TNT et d'une masse de 27 tonnes. Ce projet est abandonné en 1965, mais est reconverti en lanceur spatial dans le cadre du programme lunaire habité soviétique, et est renommé Proton. Il évolue en Proton K en 1968 puis en Proton M en 1999, et devient le lanceur lourd le plus utilisé au monde, avec 428 lancements dont 48 échecs en janvier 2023. Il doit être remplacé par la famille des lanceurs Angara, qui a fait son vol inaugural en 2014.

## UR-700

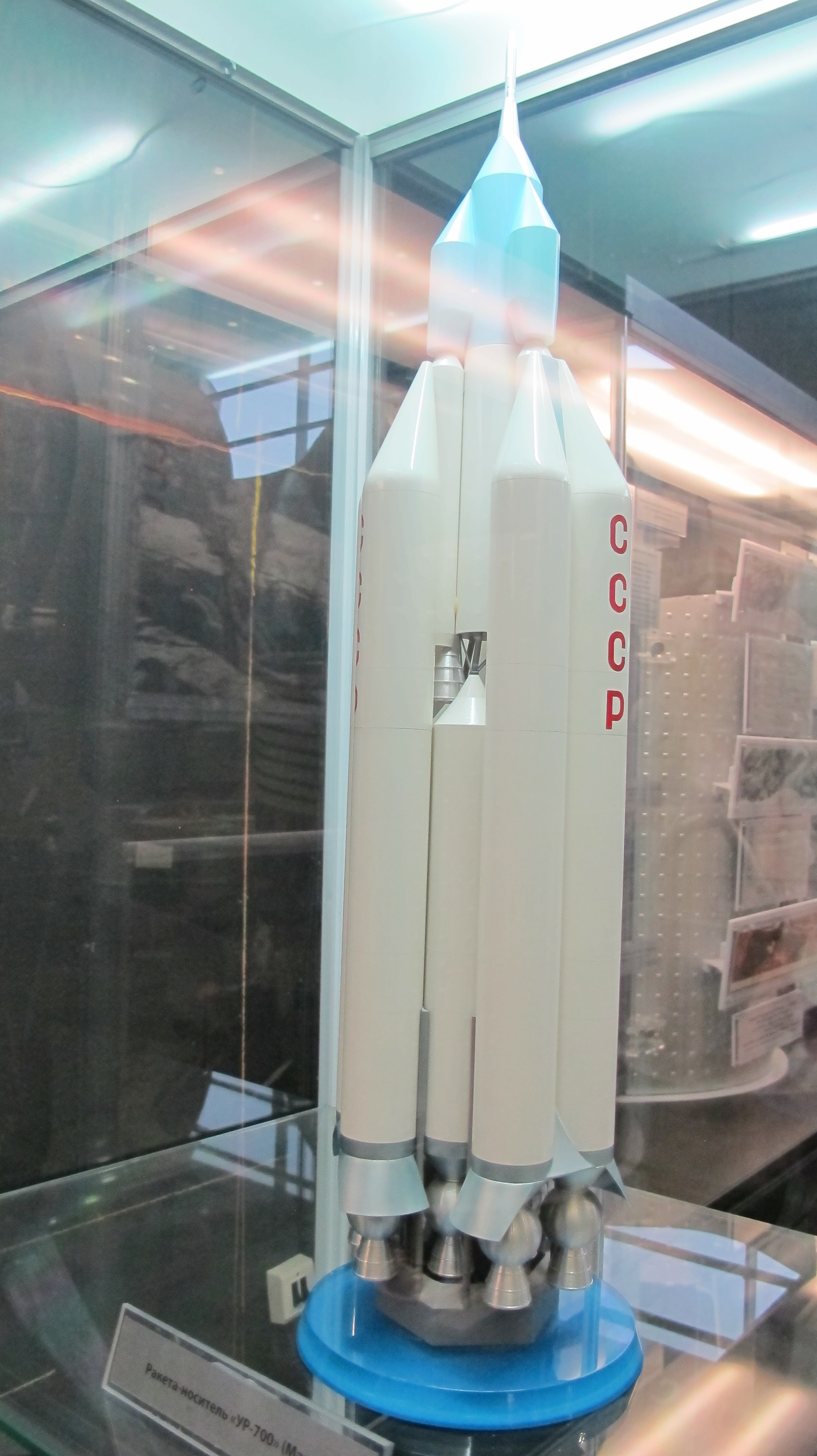
Maquette de UR-700.

### Historique
L'UR-700 était un projet de lanceur lourd de Vladimir Tchelomeï développé à partir de 1962 dans le cadre du programme lunaire habité soviétique, pour lequel la N-1 de Sergueï Korolev est finalement choisie.

### Caractéristiques
Le moteur-fusée RD-270 fut conçu entre 1962 à 1970 pour propulser les deux premiers étages de l'UR-700. Il brûle de l'UDMH avec du peroxyde d'azote dans un cycle à combustion étagée à flux complet. Il est d'ailleurs le premier moteur utilisant cette configuration à atteindre le banc d'essai.
Le lanceur UR-700 mesure 76 m pour un diamètre de 17,6 m, et a une masse au décollage de 4 823 tonnes. Il adopte l'architecture suivante :
- un premier étage constitué de 6 propulseurs d'appoint dotés chacun d'un moteur RD-270 ;
- un deuxième étage central avec trois moteurs RD-270, qui s'allument au décollage en même temps que le premier étage, fournissant au total une poussée de 56 500 kN. Il présente la particularité d'être alimenté en ergols par les réservoirs des propulseurs d'appoint, si bien que lorsque ces derniers sont vides et se séparent, les réservoirs du deuxième étage sont pleins ;
- un troisième étage adapté du premier étage de l'UR-500, propulsé par trois moteurs RD-254, une version de RD-253 adaptée à la haute altitude, au lieu des six RD-253 sur l'UR-500.

Il aurait été capable de placer 151 tonnes en orbite terrestre basse, et 50 tonnes sur une trajectoire trans-lunaire.

## UR-700M
L'UR-700M était un projet de lanceur lourd proposé par Vladimir Tchelomeï en janvier 1969 dans l'idée d'une mission vers Mars. Il aurait été capable de placer 750 tonnes à 800 tonnes en orbite terrestre basse. La mission nécessitant deux lancements avec un assemblage en orbite. Une seconde variante de la mission nécessitait deux lanceurs 700M simplifiés d'une capacité de 480 tonnes à 520 tonnes en orbite terrestre basse, nécessitant trois lancements et assemblage en orbite. À la suite de l'annulation du projet de la NASA de mission habitée vers Mars, le projet a également été annulé côté soviétique.

## UR-900
Comme l'UR-700M, l'UR-900 était également un projet de lanceur lourd destiné à une mission vers Mars. Le projet consistait en une version d'UR-700 avec 15 moteurs RD-270 au lieu de 9 pour les deux premiers étages. Il mesure 90 m pour un diamètre de 28 m, et a une masse au décollage de 8 000 tonnes. Il aurait été capable de placer 240 tonnes en orbite terrestre basse.